# آردن‌هات
آردن‌هات (به هلندی: Aerdenhout) یک منطقهٔ مسکونی در هلند است که در بلومن‌دال واقع شده‌است. آردن‌هات ۴٬۴۶۰ نفر جمعیت دارد.